# Nemoria exertata
Nemoria exertata là một loài bướm đêm trong họ Geometridae.